# Aguilarejo
Aguilarejo es una localidad española del municipio de Corcos del Valle, perteneciente a la provincia de Valladolid, en la comunidad autónoma de Castilla y León.

## Historia
Hacia mediados del siglo XIX, el lugar era referido como una granja ya por entonces perteneciente al municipio de Corcos. Aparece descrito en el primer volumen del Diccionario geográfico-estadístico-histórico de España y sus posesiones de Ultramar de Pascual Madoz con las siguientes palabras:

AGUILAREJO: granja en la prov. de Valladolid part. jud. de Valoria la Buena, térm. de Corcos (V.).
(Madoz, 1845, p. 148)

En esta población estaba el aeródromo y el cuartel general del General Mola durante la guerra civil española y a donde se dirigía él cuando su avión se estrelló el 3 de junio de 1937. Una placa con estos datos todavía se conserva. Otra placa, ya destruida, decía que en ese lugar se reunieron los generales del bando golpista para organizar los frentes al comienzo de la guerra civil española.
En 2023, la entidad singular de población de Aguilarejo tenía empadronados 10 habitantes, todos ellos en el núcleo de población de ese nombre.